# Vila Cova (Penafiel)
Vila Cova is een plaats (freguesia) in de Portugese gemeente Penafiel en telt 763 inwoners (2001).